# Газета (посёлок)
Газета — посёлок в Белоярском районе Свердловской области России. Входит в Белоярский муниципальный округ.
Ранее посёлок входил в состав Камышевского сельсовета Белоярского района.

## География
Посёлок Газета на берегу Островистого озера, в 36 километрах к юго-западу от посёлка Белоярского. В посёлке Газета одна улица — Озёрная.

### Часовой пояс
Газета, как и вся Свердловская область, находится в часовой зоне МСК+2. Смещение применяемого времени относительно UTC составляет +5:00.

## Население
| 2002 | 2010 | 2021 |
| ---- | ---- | ---- |
| 4    | ↘3   | ↘2   |